# St. Marien (Colnrade)

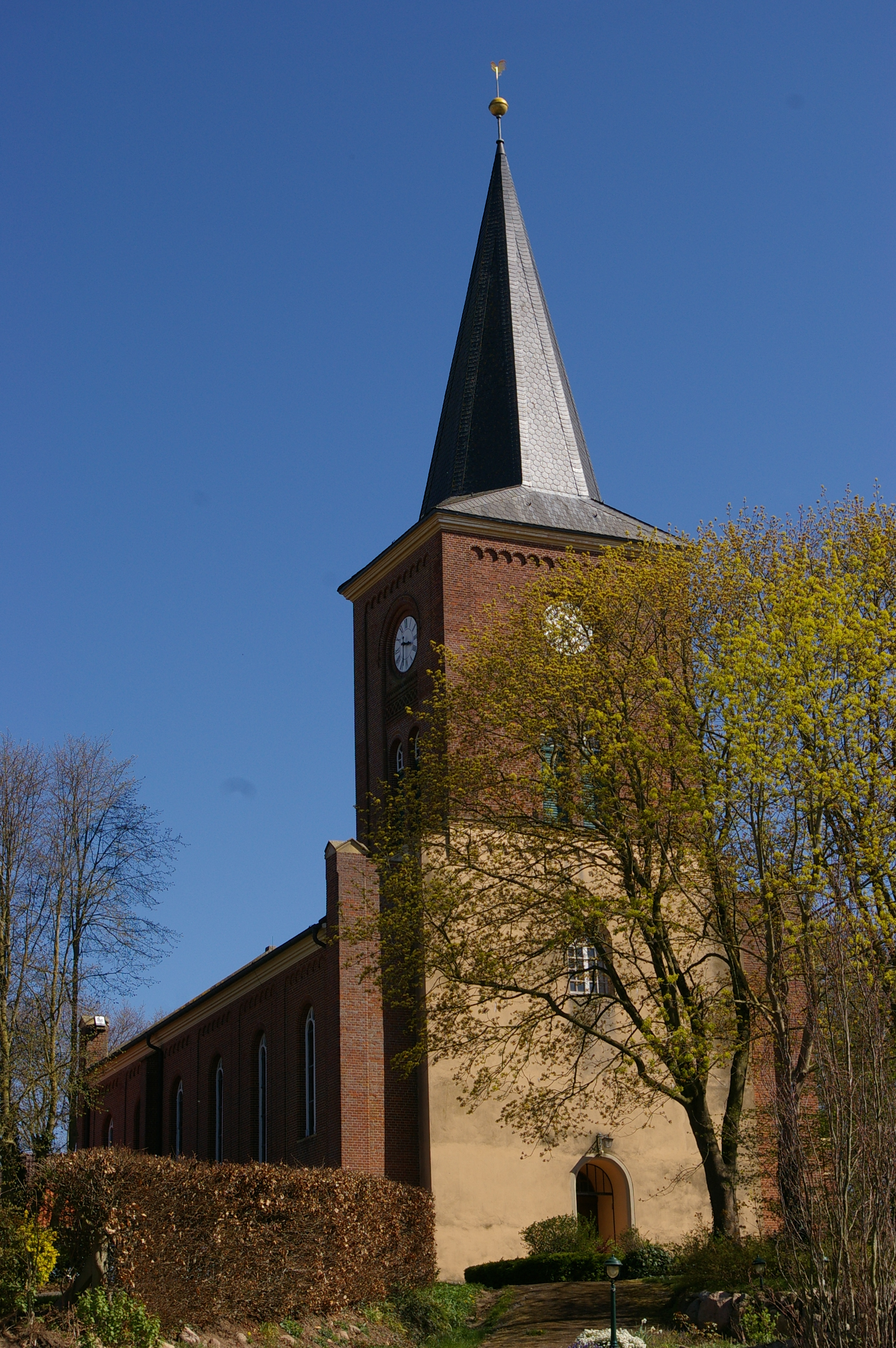
Mittelalterlicher Bruchsteinturm

Die evangelisch-lutherische Kirche St. Marien steht in Colnrade, einer Gemeinde im Landkreis Oldenburg von Niedersachsen. Die Kirchengemeinde wurde mit der Kirchengemeinde in Heiligenloh mit der Pfarrkirche Heiligenloh zur St.-Marien-Kirchengemeinde Heiligenloh-Colnrade vereinigt. Sie gehört zum Kirchenkreis Syke-Hoya im Sprengel Osnabrück der Evangelisch-Lutherischen Landeskirche Hannovers.

## Beschreibung

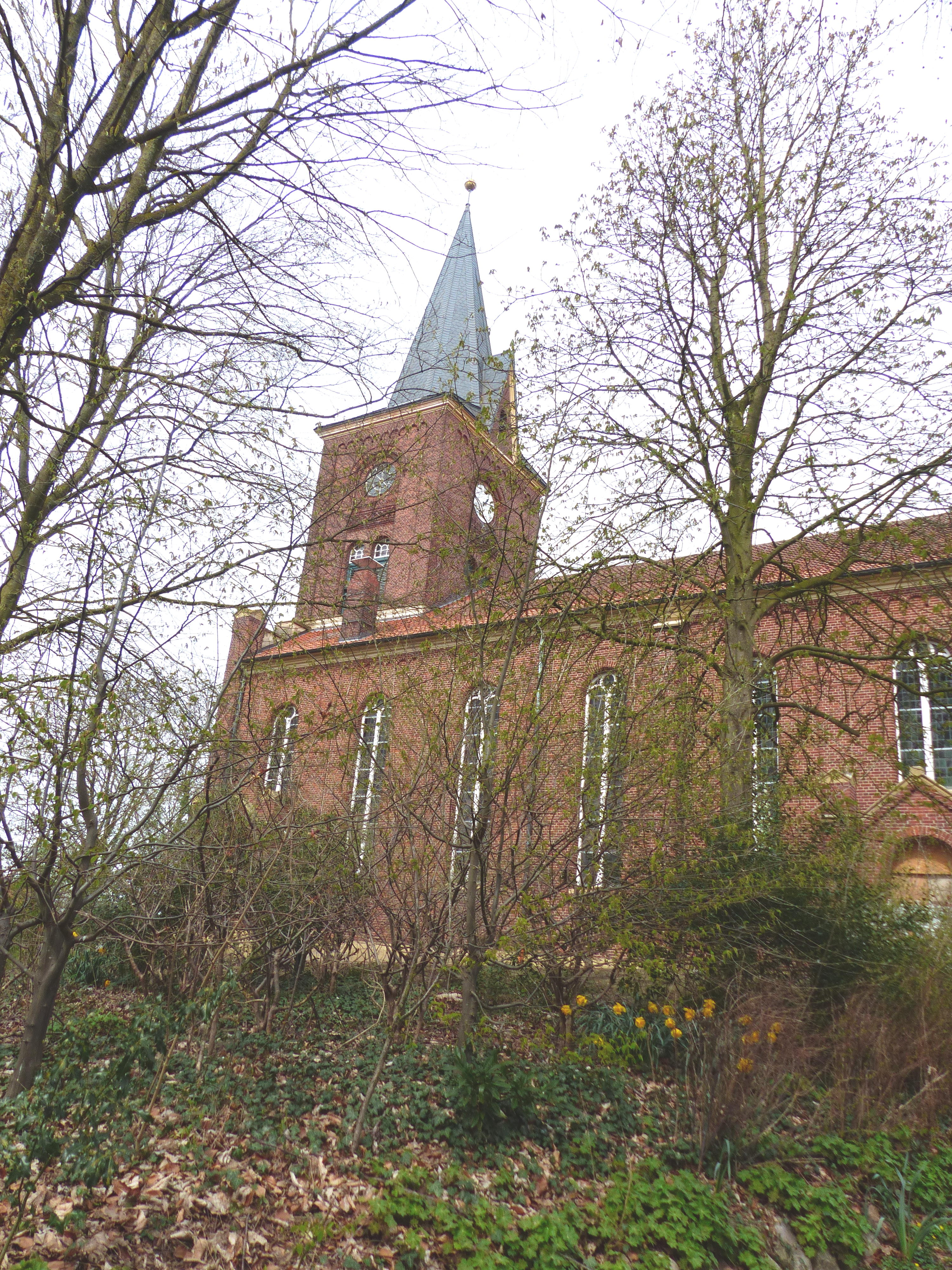
Neuromanische Backsteinkirche

Die mittelalterliche Kirche wurde im 12. Jahrhundert erbaut. Dreimal wurde die Kirche nach Osten erweitert, weil sich die Kirchengemeinde vergrößerte. Mitte des 19. Jahrhunderts war das Gewölbe einsturzgefährdet. Da die Sicherheit der Besucher nicht mehr gewährleistet werden konnte, ließ die Kirchengemeindeleitung 1856–58 durch Ludwig Hellner eine Saalkirche mit dreiseitig geschlossener, gewölbter Apsis aus Backsteinen errichten. Die unteren Geschosse des Kirchturms aus verputzten Bruchsteinen sind noch vom mittelalterlichen Vorgängerbau. Er wurde mit Ziegelmauerwerk aufgestockt und mit einem schiefergedeckten, ins Achteck überführten, spitzen Helm versehen, an dem eine 1684 gegossene Schlagglocke hängt. Im Glockenstuhl des Turms hängen drei Kirchenglocken. Die älteste wurde um 1700 gegossen, die beiden jüngeren 1974 von der Glocken- und Kunstgießerei Rincker. Die Längswände des Langhauses haben schlanke Bogenfenster. Lisenen haben sowohl die Längswände des Langhauses als auch der Kirchturm. Unter den Dachtraufen des Langhauses und des Turms befinden sich Bogenfriese. 
Der flachgedeckte Innenraum hat Emporen an der Nord-, Süd- und Westseite. In der Apsis sind die vier Evangelisten an das Gewölbe gemalt. Zur Kirchenausstattung gehört ein massiver Blockaltar, dahinter an der Wand befindet sich ein Bild mit der Kreuzigung. In der Predella ist das Abendmahl dargestellt. Die hölzerne Kanzel wurde um 1858 gebaut. 
Die 1858 von Carl Heyder erbaute Orgel mit 15 Registern, zwei Manualen und einem Pedal, ersetzte ein älteres Instrument. Die Orgel wurde später umgebaut und renoviert. 1995 erfolgten ein Umbau und eine Renovierung durch die Orgelbauwerkstatt Führer.